# Мухаммед ібн Алі аль-Багір
Мухаммед ібн Алі аль-Багір (араб. محمد ابن علي الباقر‎), (676/677-743) — 5-й імамітський імам, нащадок пророка Мухаммеда та Алі ібн Абі Таліба, його батьком був Алі ібн Хусейн (Алі Зайн аль-Абідин), а матіррю Фатіма Бінт Хасан ібн Алі. Його брат Зейд ібн Алі Ібн Хусейн був засновником шиїтської течії зейдитів. Мухаммед Багір був одним з найвідоміших знавців Корану, хадисів і мусульманського права. Займався викладацькою діяльністю у Медині.
Імаміти вважають, що Мухаммед Багір був отруєний Омеядами